# Baie Jackson
La baie Jackson est une baie située dans la région de West Coast, sur la côte occidentale de l'Île du Sud en Nouvelle-Zélande.
Elle est adossée aux Alpes du Sud et s'ouvre sur la mer de Tasmanie.

## Source de la traduction
- (en) Cet article est partiellement ou en totalité issu de l’article de Wikipédia en anglais intitulé « Jackson Bay » (voir la liste des auteurs).